# 15053 Bochníček
15053 Bochníček eller 1998 YY2 är en asteroid i huvudbältet som upptäcktes den 17 december 1998 av den slovakiske astronomen Ulrika Babiaková och den tjeckiska astronomen Petr Pravec vid Ondřejov-observatoriet. Den är uppkallad efter astronomen Záviš Bochníček.
Asteroiden har en diameter på ungefär 3 kilometer.